# Lacs Mavora

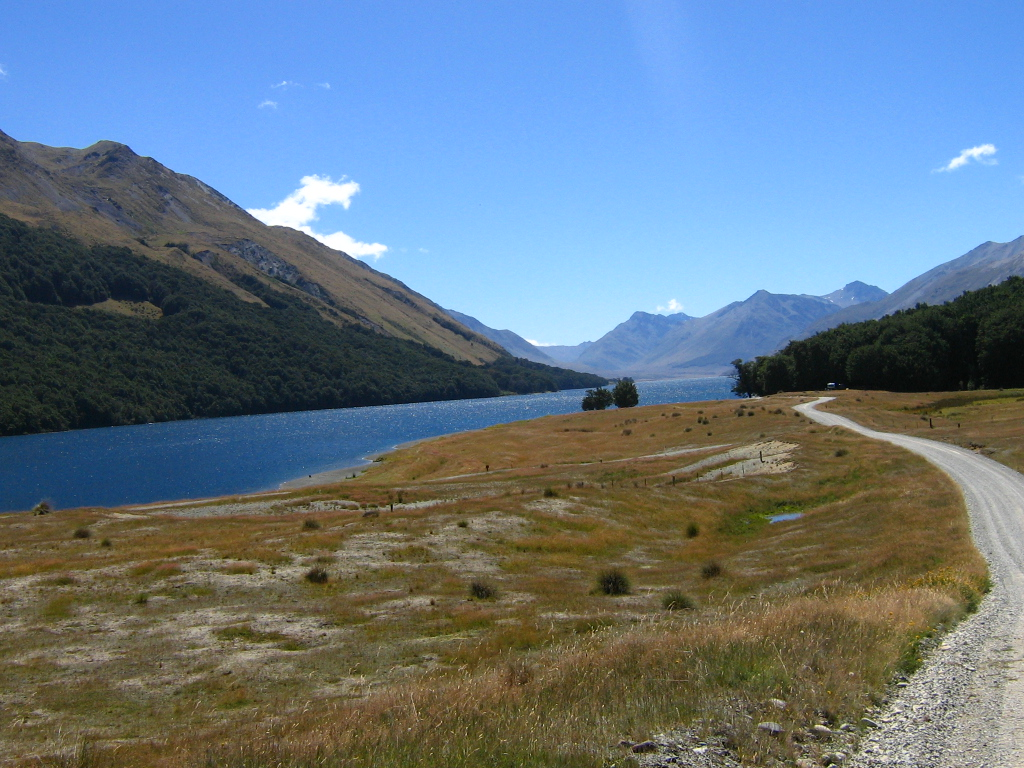
Le lac Mavora nord.

Les lacs Mavora sont deux étendues d'eau situées sur l'île du Sud, l'une des deux îles principales de la Nouvelle-Zélande.
Les deux lacs sont nommés selon leur disposition relative, Mavora nord (North Mavora) et Mavora sud (South Mavora). Le territoire « Te Wāhipounamu/South-West New Zealand World Heritage Area » est entretenu par le Department of Conservation de Nouvelle-Zélande (voir site).
Plusieurs scènes de la trilogie cinématographique de Peter Jackson adaptant le roman Le Seigneur des anneaux de J. R. R. Tolkien y ont été tournées.